# Park Hills (Missouri)
Park Hills és una població dels Estats Units a l'estat de Missouri. Segons el cens del 2008 tenia 8.851 habitants.

## Demografia
Segons el cens del 2000, Park Hills tenia 7.861 habitants, 3.181 habitatges, i 2.070 famílies. La densitat de població era de 151,5 habitants per km².
Dels 3.181 habitatges en un 32,3% hi vivien nens de menys de 18 anys, en un 45,5% hi vivien parelles casades, en un 15,3% dones solteres, i en un 34,9% no eren unitats familiars. En el 28,7% dels habitatges hi vivien persones soles el 12,5% de les quals corresponia a persones de 65 anys o més que vivien soles. El nombre mitjà de persones vivint en cada habitatge era de 2,45 i el nombre mitjà de persones que vivien en cada família era de 2,99.
Per edats la població es repartia de la següent manera: un 26,6% tenia menys de 18 anys, un 11,2% entre 18 i 24, un 29,1% entre 25 i 44, un 19,6% de 45 a 60 i un 13,5% 65 anys o més.
L'edat mediana era de 34 anys. Per cada 100 dones de 18 o més anys hi havia 85 homes.
La renda mediana per habitatge era de 25.277 $ i la renda mediana per família de 30.663 $. Els homes tenien una renda mediana de 26.900 $ mentre que les dones 17.613 $. La renda per capita de la població era de 13.048 $. Entorn del 17,6% de les famílies i el 21,1% de la població estaven per davall del llindar de pobresa.

## Poblacions més properes
El següent diagrama mostra les poblacions més properes.